# Fontana
Za rijeku pogledaj: Česma (rijeka).
Fontana (tal., prema lat. fons: izvor) ili vodoskok, je arhitektonski oblikovana, često kiparski obrađena, građevina namjenske (voda za piće) i estetske (ukrašavanje gradskih trgova, parkova i vrtova) funkcije u koji pritječe voda iz prirodnih izvora ili iz rezervoara i vodovodnih instalacija. Oblici fontana mogu biti jednostavne kamenice, bazeni ili raskošne građevine ukrašene bogatim kiparskim ostvarenjima. Igra vode sastoji se od jednog ili više mlazova te vodoskoka i kaskada, danas i uz raznovrsne učinke umjetne rasvjete. Građeni su već od trećega tisućljeća pr. Kr. u Mezopotamiji (Lagaš), potom se javljaju u drevnoj Grčkoj kao nimfej (Pergam) i diljem Rimskoga Carstva (Pompeji). U starokršćanskom i bizantskom razdoblju podizale su se piscine, a u islamskom graditeljstvu šadrvani (Alhambra). U gotici se razvio tip javne fontane s bogato razvijenim arhitektonskim ukrasom, smještene na javni trg. U doba renesanse (Fontana dječaka s delfinom A. Verrocchija u Firenci, 1476.) i baroka (Fontana četiriju rijeka G. L. Berninija u Rimu, 1651.) dobivaju razigrane i maštovite oblike, osobito u francuskom tipu parka (Versailles A. Le Nôtrea 1662. – 1687.). Jednostavno dekorirane fontane bile su popularne tijekom 18. stoljeća. U drugoj polovici 19. stoljeća s usavršavanjem hidrauličnih sustava podižu se velike reprezentativne fontane (fontana J. Paxtona u Chatsworthu, Ujedinjeno Kraljevstvo, 1840.). U Hrvatskoj se ističu kasnogotička Velika i Mala česma Onofrija di G. de la Cave u Dubrovniku i Zdenac života I. Meštrovića u Zagrebu.

## Razvitak
Prvobitne fontane su se bazirale na jednom izvoru vode koji bi se slijevao u određeni bazen, a zatim odlijevao. Danas su fontane često mnogo kompliciranije, s više izvora i bazena i kompliciranijom arhitekturom i infrastrukturom.
Fontane često kao svoj ukrasni dio sadrže statue mitoloških bića. Glavni motiv većine fontana je mlaz vode i po više desetina metara, poput Jet d'Eau u Ženevi.

## Mjesta postavljanja
Fontane se postavljaju na trgove u gradovima, ugostiteljskim objektima i svuda gdje se smatra isplativo. Određene fontane služe i kao izvori pitke vode, na taj način služeći i kao praktični i kao ukrasni objekti.
Danas ljudi postavljaju fontane i u svojim dvorištima, zbog svoga osvježavajućeg izgleda.

## Suvremene fontane
Premda se u prvobitnim fontanama voda odlijevala nepovratno, danas se najčešće izrađuju tako da se voda koja se slijeva iz izvora opet kružno vraća u bazen iz kojega je krenula. Ovdje inače treba uzeti u obzir i učinak isparavanja i raznošenja vode, te je potrebno napraviti i dodatni izvor koji će nadoknaditi te gubitke.

## Najpoznatije svjetske fontane
- Fontane u Versaillesu,
- Fontana Trevi u Rimu,
- Fontane u Peterhofu,
- Fontana četiri rijeke u Rimu,
- Fontane na trgu Trafalgar Square u Londonu,
- Fontana Jet d'Eau u Ženevi,
- Fontana Villa d'Este u Tivoliju kraj Rima,
- Fontana kralja Fahda u Saudijskoj Arabiji (najviša na svijetu: 312 m),
- Fontana Màgica na Montjuïcu u Barceloni.

## Fontane u Hrvatskoj
- Velika Onofrijeva fontana u Dubrovniku,
- Mala Onofrijeva fontana u Dubrovniku,
- Manduševac na Trgu bana Jelačića u Zagrebu,
- Bajamontijeva fontana u Splitu,
- Zdenac života u Zagrebu,
- Fontana ispred zagrebačke katedrale,
- Fontana na Zrinjevcu u Zagrebu,
- Fontana ispred hotela "Esplanade" u Zagrebu,
- Fontana na Koblerovom trgu u Rijeci,
- Fontana na Trgu Ante Starčevića u Osijeku,
- Fontana u arboretumu Trsteno,
- Fontana na Trgu kralja Tomislava u Samoboru,
- Fontana kod HNK-a u Varaždinu,
- Fontana "Povratak panonskih kitova" u Bjelovaru,
- Fontana "Vila Velebita" u Gospiću
- Amerlingova fontana na Pilama,
- Amerlingova fontana na Gundulićevoj poljani.

## Vanjske poveznice
|  | Zajednički poslužitelj ima još gradiva o temi Fontana |